# Arthur Melo
Arthur Henrique Ramos de Oliveira Melo (Goiânia, Estat de Goiás, 12 d'agost de 1996), conegut simplement com a Arthur, és un futbolista professional brasiler que actualment juga com a migcampista a la Juventus FC.

## Trajectòria

### Gremio de Porto Alegre
Nascut a Goiania, Arthur va començar el 2008 en el futbol en les categories inferiors del Goiás Esporte Clube, per a després continuar la seva formació, l'any 2010, en el Gremio de Porto Alegre.
L'any 2015 va ser promogut al primer equip per Luiz Felipe Scolari, aleshores tècnic del Gremio. Immediatament va fer el seu debut com a professional, i com a titular, davant l'Aimoré, alCampionat Gaúcho. No obstant això, no tornaria a jugar amb el primer equip fins a l'any 2016, quan Arthur va debutar a la lliga en l'últim partit de la temporada, en una derrota a casa per 0-1 contra el Botafogo, substituint a Kaio Mendes en la segona part.

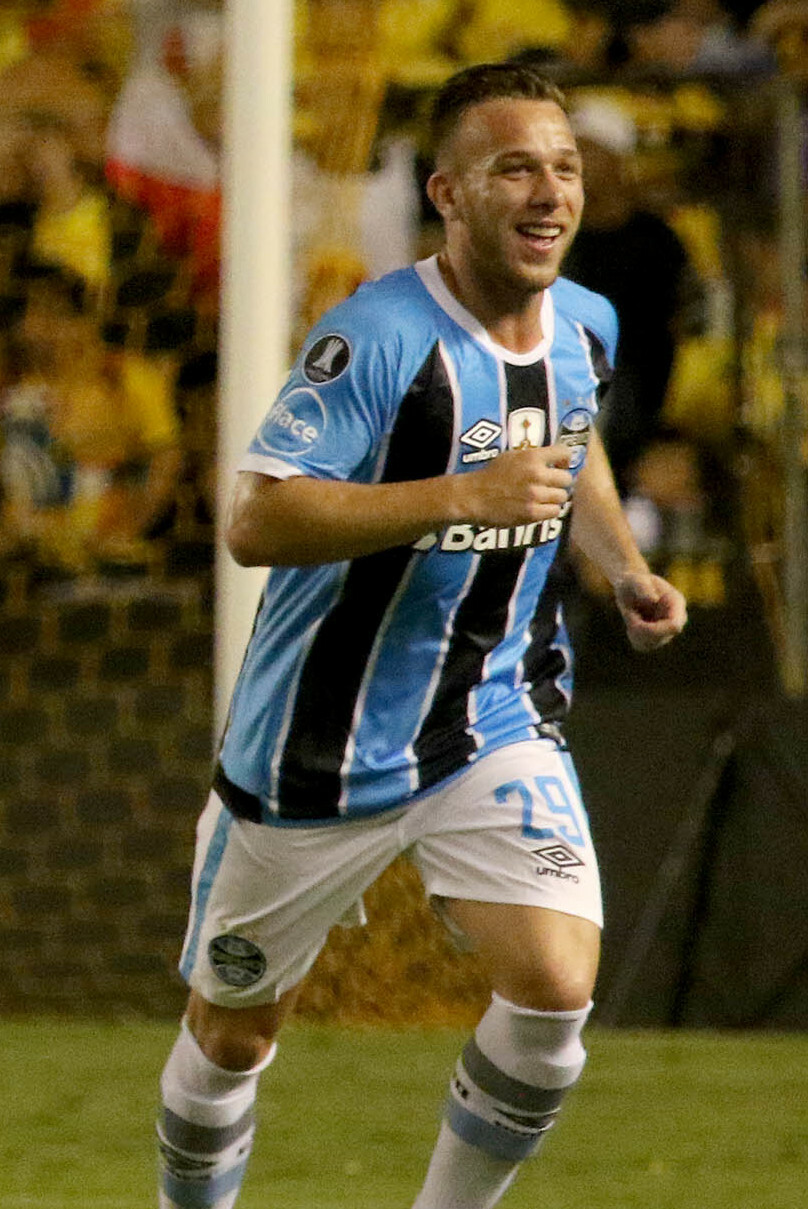
Arthur jugant pel Grêmio el 2017

El 2017 es convertiria en una peça fonamental del primer equip del Gremio, tant en el Campionat Gaúcho com en el Brasileirao. Al seu torn, faria el seu debut internacional a la Copa Libertadores 2017 en un empat per 1-1 amb el Club Guaraní, on seria nomenat com millor jugador del partit després de completar 40 passades, amb una impressionant efectivitat del 100%. Al maig marcaria el seu primer gol com a professional en la Copa del Brasil davant el Fluminense. El juliol marcaria el seu primer gol a la Lliga en la victòria 3-1 davant Esporte Clube Vitória.
En la Copa Libertadores 2017 va ser una peça fonamental del Gremio que va guanyar la copa. A causa de les seves bones actuacions i les seves característiques de joc, va arribar a ser comparat amb Andrés Iniesta i Thiago Alcántara, i va atreure l'interès de clubs europeus com el Chelsea FC, el FC Barcelona o l'Atlètic de Madrid. De fet, Robert Fernández, l'aleshores secretari tècnic de l'equip català i exjugador del mateix, va viatjar fins al Brasil per veure els dos partits de la final de la Copa Libertadores, on va ser elegit com a MVP. L'octubre de 2017 va signar una renovació de contracte amb el Gremio fins al 2021, passant a tenir una clàusula de rescissió de 50 milions d'euros. No obstant això, els drets econòmics pertanyen en un 60% al Gremio i en un 40% entre el propi jugador i el seu representant.

### FC Barcelona
L'11 de març de 2018, el Barça va arribar a un acord amb l'equip brasiler, després de mesos de negociació pel seu fitxatge. El 6 de juliol de 2018, Arthur va comunicar en una roda de premsa el seu fitxatge pel club català i es va acomiadar del seu antic club. El 9 de juliol de 2018, el Barça va fer oficial la incorporació d'Artur pel preu de 30 milions d'euros fixes i 9 més en variables.
Després d'un discret inici de campionat de Lliga, competició en què té un paper secundari, intervé de manera decisiva en el triomf del FC Barcelona a Wembley (2-4) davant del Tottenham a la UEFA Champions League. Les comparacions amb Xavi Hernández comencen a aparèixer als mitjans de comunicació.

### Juventus
El 29 de juny de 2020, el FC Barcelona va anunciar un acord amb la Juventus FC pel traspàs d'Arthur per 72 milions d'euros, més 10 en variables, amb un contracte per cinc anys; l'operació estava lligada al traspàs de Miralem Pjanić al Barça. Va debutar amb el club i a la Serie A el 27 de setembre, entrant com a suplent en un empat 2–2 a fora contra l'AS Roma.

#### Cessió al Liverpool
L'1 de setembre de 2022, el Liverpool FC va anunciar que Arthur hi arribava cedit. La Juventus va especificar que el Liverpool havia pagat 4.5 millions d'euros per la cessió, amb opció de compra del jugador per 37 milions i mig al final de la temporada.
Arthur va debutar amb el Liverpool en una derrota per 4–1 contra la SSC Napoli a la Lliga de Campions de la UEFA el 7 de setembre de 2022.

## Internacional
Arthur va representar el Brasil a la seleccions Sub-17 i Sub-20, jugant fins i tot el Campionat Sud-americà de Futbol Sub-17 de 2013. El 15 de setembre de 2017 va ser convocat amb la selecció absoluta del Brasil per als partits davant Xile i Bolívia per la Classificació de Conmebol per a la Copa Mundial de Futbol de 2018, tot i que no arribaria a debutar.

## Palmarès
Grêmio
- 1 Copa brasilera: 2016
- 1 Copa Libertadores: 2017
- 1 Recopa Sud-americana: 2018
- 1 Campeonato Gaúcho: 2018

FC Barcelona
- 1 Lliga espanyola: 2018-19
- 1 Supercopa d'Espanya: 2018[18]

 Juventus FC 
- 1 Supercopa italiana: 2020

 Selecció brasilera 
- 1 Copa Amèrica: 2019